# Homaliodendron opacum
Homaliodendron opacum är en bladmossart som beskrevs av Noguchi 1950. Homaliodendron opacum ingår i släktet Homaliodendron och familjen Neckeraceae. Inga underarter finns listade i Catalogue of Life.